# Austrachipteria furcata
Austrachipteria furcata är en kvalsterart som först beskrevs av Hammer 1967.  Austrachipteria furcata ingår i släktet Austrachipteria och familjen Austrachipteriidae. Inga underarter finns listade.